# تابش پراکنده آسمان

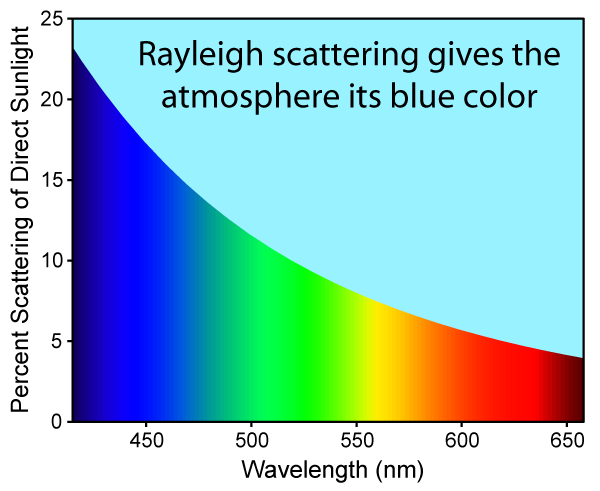
در جو زمین، میزان پراکندگی غالب نور آبی با نور قرمز یا سبز مقایسه می‌شود. پراکندگی و جذب، عوامل اصلی کاهش تابش نور خورشید توسط جو هستند. در طول روز روشن، به دلیل پراکنش ریلی، آسمان آبی است، در حالی که در حوالی طلوع یا غروب خورشید و به ویژه در هنگام گرگ و میش، جذب تابش ازون به حفظ رنگ آبی در آسمان عصر کمک می‌کند. در طلوع یا غروب خورشید، پرتوهای خورشیدی به صورت مماس، ابرها را با رنگ‌های نارنجی تا قرمز روشن می‌کنند.

طیف مرئی، از حدود ۳۸۰ تا ۷۴۰ نانومتر (nm)، باند جذب آب اتمسفر و خطوط فراون هوفر خورشیدی را نشان می‌دهد. طیف آسمان آبی در طول موج‌های ۴۵۰–۴۸۵ نانومتر، با طول موج‌های رنگ آبی ظاهر می‌شود.

تابش پراکنده آسمان تابش خورشیدی است که پس از پراکنده شدن پرتو مستقیم خورشید توسط مولکول‌ها یا ذرات موجود در جو به سطح زمین می‌رسد. به آن درخشش آسمان نیز می‌گویند که فرایند تعیین‌کننده برای تغییر رنگ‌های آسمان است. تقریباً ۲۳ درصد از تابش نور خورشید، از پرتو خورشیدی به دلیل پراکندگی در جو حذف می‌شود. از این مقدار (تابش فرودی)، در نهایت حدود دو سوم به عنوان تابش انتشاری فوتون به زمین می‌رسد.
فرآیندهای پراکندگی تشعشعی غالب در جو عبارتند از پراکندگی ریلی و پراکندگی مای که الاستیک هستند، به این معنی که یک فوتون نور می‌تواند بدون جذب و بدون تغییر طول موج، از مسیر خود منحرف شود.
زیر یک آسمان ابری، نور مستقیم خورشید وجود ندارد و تمام نورها از تابش پراکنده آسمان ناشی می‌شوند.
بر اساس تجزیه و تحلیل پیامدهای فوران آتشفشان کوه پیناتوبوی فیلیپین (در ژوئن ۱۹۹۱) و همین‌طور مطالعات دیگر، نور پراکنده، به دلیل ساختار و رفتار ذاتی خود، می‌تواند برگ‌های زیر سایه بدنه گیاهان را روشن کند و فتوسنتز کل گیاه را کارآمدتر کند. در غیر این صورت، این در تضاد کامل با تأثیر آسمان صاف با نور مستقیم خورشید است که بر روی برگ‌های زیرین سایه می‌اندازد و در نتیجه فتوسنتز گیاهان را به لایه بالایی محدود می‌کند.

## رنگ

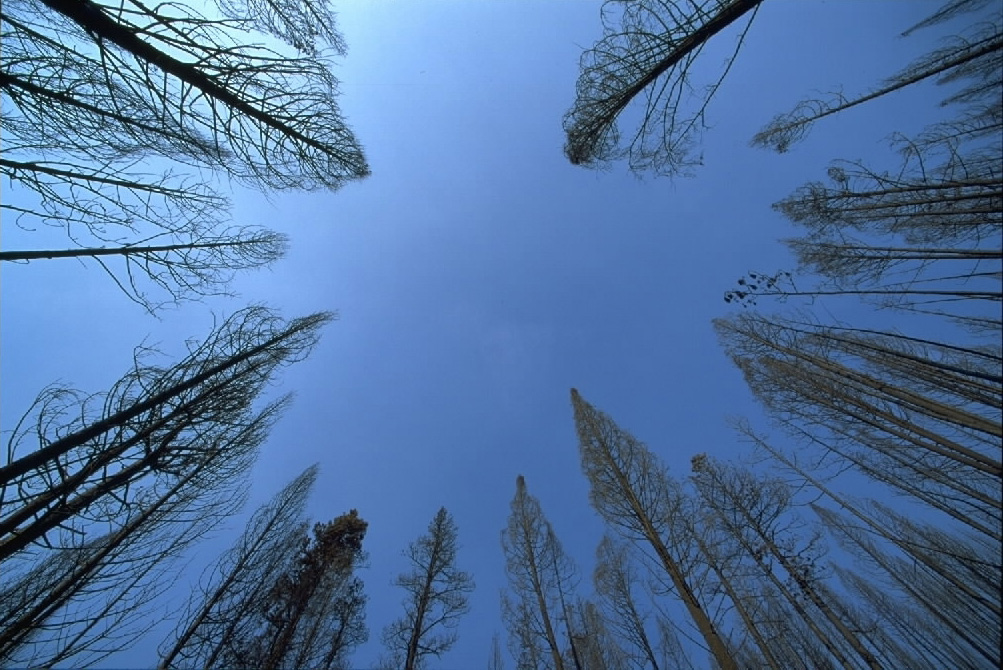
آسمان روشن در طول روز، هنگامی که به سمت سرسو قرار می‌گیرد.

اتمسفر زمین نور را با طول موج کوتاه، موثرتر از طول موج‌های بلندتر پراکنده می‌کند. از آنجایی که در طول موج‌های کوتاه‌تر، نور آبی و نورهای با طول موج بلندتر، قرمز یا سبز هستند، بنابراین رنگ آبی بیشتر از رنگ‌های دیگر، پراکنده می‌شود. از این رو، نتیجه آن این است که هنگام نگاه کردن به آسمان، خارج از نور مستقیم خورشید، چشم انسان آسمان را آبی درک می‌کند. رنگی که از آسمان درک می‌شود، شبیه به رنگ آبی تک رنگ (در طول موج ۴۷۴ تا ۴۷۶ نانومتر) است که با نور سفید مخلوط شده باشد که یک نور آبی غیر اشباع است. این توضیح رنگ آبی آسمان توسط ریلی (Rayleigh) در سال ۱۸۷۱، یک مثال معروف از کاربرد تحلیل ابعادی برای حل مسائل فیزیک است.
پراکندگی و جذب عوامل اصلی کاهش تابش نور خورشید توسط جو هستند. پراکندگی تابعی از نسبت قطر ذرات معلق در اتمسفر، به طول موج تابشی است. وقتی این نسبت کمتر از یک دهم باشد، پراکندگی رایلی رخ می‌دهد. در این مورد، ضریب پراکندگی به‌طور عکس با توان چهارم طول موج تغییر می‌کند. در نسبت‌های بزرگ‌تر، پراکندگی به شکل پیچیده‌تری تغییر می‌کند، همان‌طور که برای ذرات کروی توسط تئوری مای توضیح داده شد. قوانین نورشناسی هندسی در نسبت‌های بالاتر عمل می‌کنند.
هر روز در هر مکانی از جهان که طلوع یا غروب خورشید را تجربه می‌کند، بیشتر پرتوهای نور مرئی خورشید، تقریباً مماس به سطح زمین می‌رسد. در این مواقع، مسیر نور خورشید از طریق جو مسیر طولانی تری را طی می‌کند به طوری که بخش بیشتری از نور آبی یا سبز پراکنده می‌شود. به همین دلیل است که هنگام تماشای غروب یا طلوع خورشید، به دلیل این پدیده، پرتوهای خورشید و ابرهایی را که روشن می‌کند، به رنگ‌هایی که نارنجی تا قرمز در آن بیشتر است، دیده می‌شود.
هنگام قرار گرفتن خورشید در سرسو و در روز روشن، آسمان به دلیل پراکندگی رایلی آبی رنگ است که علاوه بر آن، تأثیر گازهای دو اتمی مانند نیتروژن و اکسیژن هم مؤثر است. نزدیک غروب آفتاب و به ویژه در هنگام گرگ و میش، جذب توسط ازون به‌طور قابل توجهی به حفظ رنگ آبی در آسمان عصر کمک می‌کند.

## زیر آسمان ابری
اساساً هیچ نور خورشیدی در زیر آسمان ابری وجود ندارد، بنابراین تمام نور در ان مواقع، ناشی از تابش پراکنده آسمان است. شار نور خیلی وابسته به طول موج نیست زیرا قطرات آب موجود در ابرها، بزرگتر از طول موج نور هستند و همه رنگ‌ها را تقریباً به‌طور مساوی پراکنده می‌کنند. در این مواقع، نور مانند شیشه مات از میان ابرهای شفاف عبور می‌کند.
شدت دامنه از ۱⁄۶ نور مستقیم خورشید برای ابرهای نسبتاً نازک، تا ۱⁄۱۰۰۰ نور مستقیم خورشید در زیر ضخیم‌ترین ابرها در مواقع طوفان متفاوت است.

## بخشی از کل تابش
یکی از معادلات برای کل تابش خورشیدی به شرح زیر است:
{\displaystyle H_{t}=H_{b}R_{b}+H_{d}R_{d}+(H_{b}+H_{d})R_{r}}
که در آن Hb درخشش تابش پرتو، Rb ضریب شیب برای تابش پرتو، Hd تابش پراکنده، Rd ضریب شیب برای تابش پراکنده و Rr ضریب شیب برای تابش بازتابیده است.
Rb به صورت زیر محاسبه می‌شود:
{\displaystyle R_{b}={\frac {\sin(\delta )\sin(\phi -\beta )+\cos(\delta )\cos(h)\cos(\phi -\beta )}{\sin(\delta )\sin(\phi )+\cos(\delta )\cos(h)\cos(\phi )}}}
که در آن δ موقعیت خورشید، Φ عرض جغرافیایی، β زاویه افقی و h زاویه ساعت خورشیدی است.
R d به صورت زیر محاسبه می‌شود:
{\displaystyle R_{d}={\frac {1+\cos(\beta )}{2}}}
و R r به صورت زیر محاسبه می‌شود:
{\displaystyle R_{r}={\frac {\rho (1-\cos(\beta ))}{2}}}
که ρ بازتابی مربوط به سطح است.

## کشاورزی و فوران کوه پیناتوبو

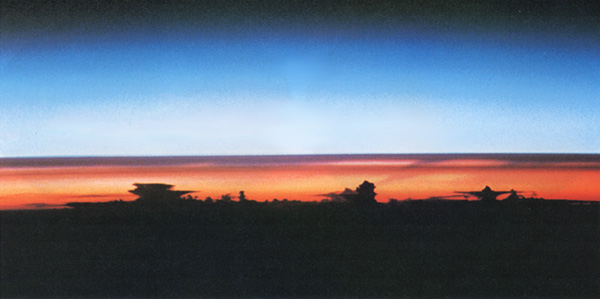
یک عکس شاتل فضایی (در مأموریت STS-43) از فراز آمریکای جنوبی که در ۸ اوت ۱۹۹۱ گرفته شده‌است. این عکس لایه دوگانه ابرهای آئروسل پیناتوبو (رگه‌های تاریک) را در بالای نوک ابرهای پایینی به تصویر می‌کشد.

فوران آتشفشان فیلیپین (کوه پیناتوبو) در ژوئن ۱۹۹۱ تقریباً ۱۰ کیلومتر مکعب (۲٫۴ مایل مکعب) مواد مذاب فوران کرد و ۱۷۰۰۰۰۰۰ تن متریک دی‌اکسید گوگرد (SO2) به هوا وارد کرد که ده برابر آتش‌سوزی کویت در سال ۱۹۹۱ بود.
این منجر به کاهش میانگین دمای جهانی حدود ۰٫۵ تغییر درجه سلسیوس (۰٫۹ تغییر درجه فارنهایت) شد. از آنجایی که خاکستر آتشفشانی به سرعت از اتمسفر خارج می‌شود،
اثرات منفی کشاورزی ناشی از اثرات فوران، تا حد زیادی کوتاه مدت بود و در ناحیه نسبتاً کوچکی در نزدیکی نقطه فوران، آن هم ناشی از پوشش ضخیم خاکستر بود. با این حال، در سطح جهانی، علیرغم کاهش چند ماهه ۵ درصدی تابش کلی خورشید و کاهش ۳۰ درصدی نور مستقیم خورشید، هیچ تأثیر منفی بر کشاورزی جهانی نداشت.

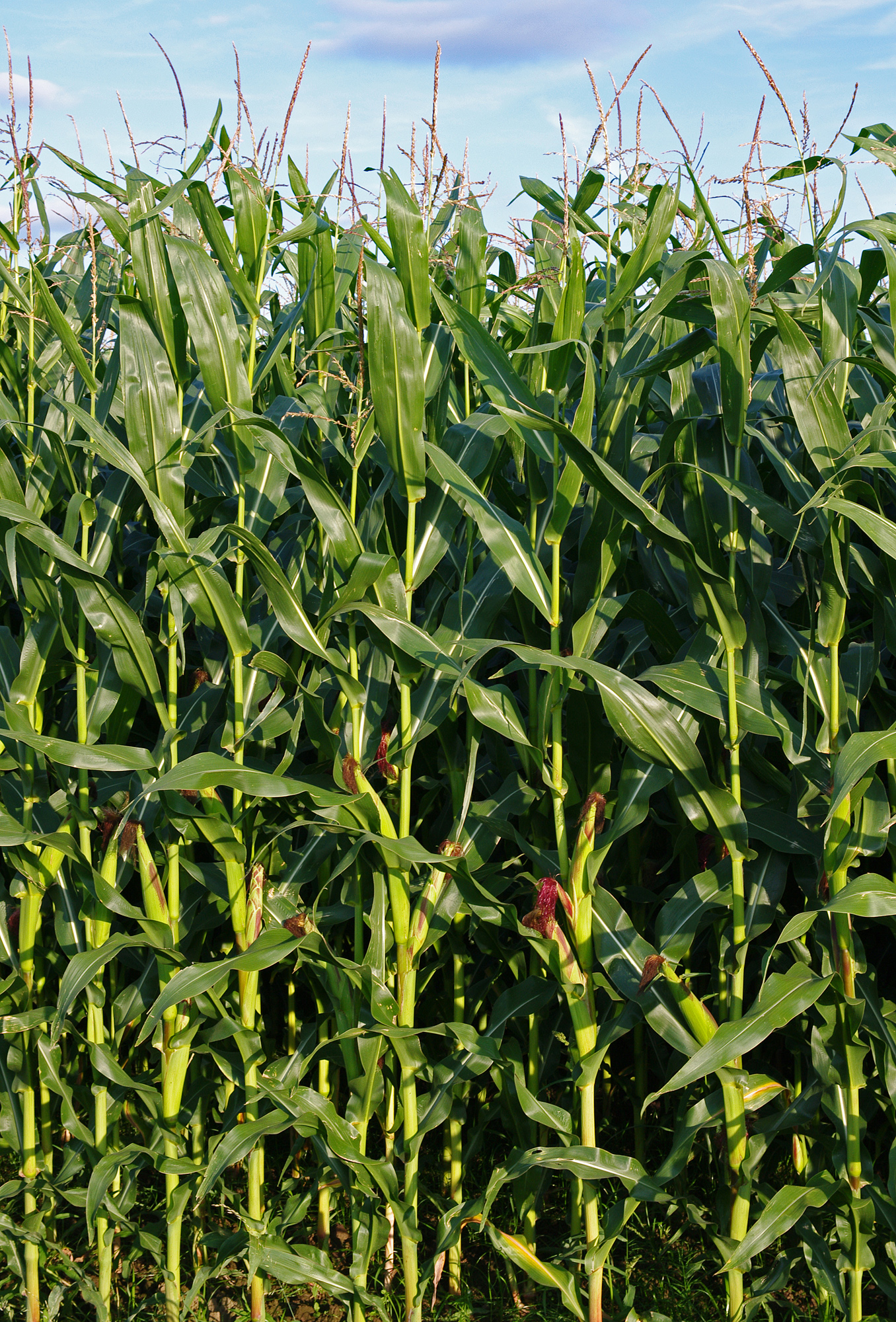
در زیر نور مستقیم خورشید، کم و بیش سایه‌های تیره‌ای که فتوسنتز را مختل می‌کنند، بر برگ‌های زیرین دیده می‌شود و در داخل توده گیاهی، نور مستقیم خورشید بسیار کمی می‌تواند وارد شود.

ضمن این که به‌طور شگفت‌انگیزی، افزایش ۳–۴ ساله در بهره‌وری جهانی کشاورزی و رشد جنگلداری، به استثنای مناطق جنگلی شمالی مشاهده شد.
روش کشف این موضوع به این شکل بود که در ابتدا، یک افت مرموز در سرعت پر شدن دی‌اکسید کربن (CO 2) در جو مشاهده شد که در نموداری که به عنوان «منحنی کیلینگ» (Keeling Curve) شناخته می‌شود، ترسیم شده‌است.
این امر باعث شد بسیاری از دانشمندان تصور کنند که این کاهش به دلیل کاهش دمای زمین و به تبع آن کاهش سرعت تنفس گیاه و خاک است که نشان دهنده تأثیر مخرب لایه مه آتشفشانی بر کشاورزی در سطح است.
با این حال، پس از بررسی، کاهش سرعت اضافه شدن دی‌اکسید کربن به اتمسفر با این فرضیه که نرخ تنفس گیاه کاهش یافته، مطابقت نداشت.
در عوض، این ناهنجاری سودمند با افزایش بی‌سابقه رشد و تولید خالص حیات گیاهی مرتبط بود که منجر به افزایش اثر کربن بر فتوسنتز در سطح جهانی شد.
مکانیسمی که با آن افزایش رشد گیاه امکان‌پذیر شد، این بود که کاهش ۳۰ درصدی نور مستقیم خورشید را می‌توان به صورت افزایش یا «تقویت» آن در میزان نور بازتاب و پخش شده خورشید نیز بیان کرد.

### اثر نور تابشی پراکنده

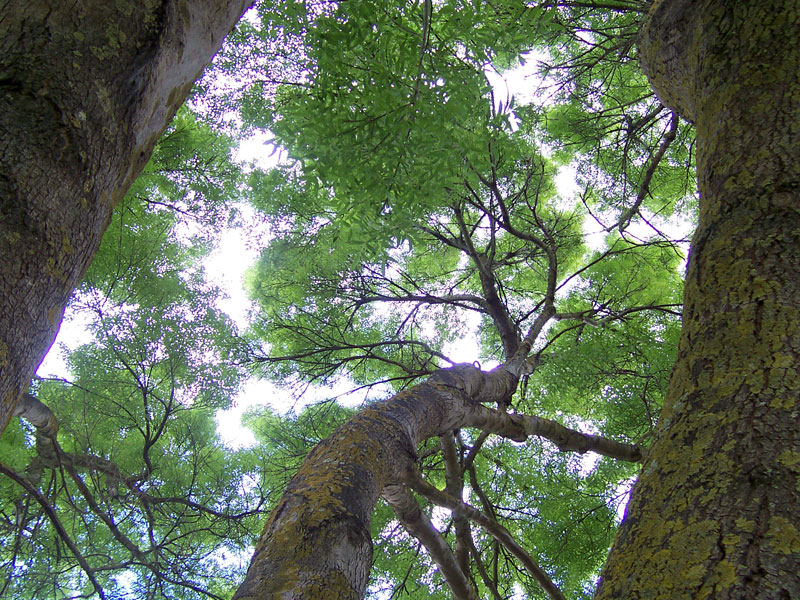
نواحی پایینی درختان انبوه به خوبی روشن شده‌اند که به دلیل ابرهایی است که باعث ایجاد پراکنده شدن و ایجاد نور ملایم خورشید می‌شود و در نهایت امکان فتوسنتز برگ‌ها را در زیر سایه فراهم می‌کند.

نورگیر پراکنده، به دلیل ماهیت ذاتی خود، می‌تواند برگ‌های زیر تاج گیاهان را روشن کند و اجازه می‌دهد فتوسنتز کل گیاه کارآمدتر از آنچه غیر این بودکرده و همچنین باعث افزایش سرمایش تبخیری، از سطوح پوشش گیاهی گردد.
در تضاد کامل با این وضعیت، برای آسمان کاملاً صاف و نور مستقیم خورشید که از آن حاصل می‌شود، سایه‌ها بر روی برگ‌های زیرزمینی ریخته می‌شوند و فتوسنتز گیاهان را در لایه تاج بالایی آن‌ها بیشتر می‌کند.
این افزایش بازده کشاورزی جهانی از لایه مه آتشفشانی، همچنین به‌طور طبیعی به عنوان نتیجه سایر ذرات معلق در هوا است که لزوماً از آتشفشان‌ها منتشر نمی‌شود که نمونه آن آلودگی هوا با دود نسبتاً غلیظ است و طی آن، همان سازوکار پدید خواهد آمد.